# Burnsville (Virginie-Occidentale)
Pour les articles homonymes, voir Burnsville.
Burnsville est une ville américaine située dans le comté de Braxton en Virginie-Occidentale.
Selon le recensement de 2010, Burnsville compte 510 habitants. La municipalité s'étend sur 1,09 milles carrés (2,82 km2), dont 1,06 milles carrés (2,75 km2) de terres.
La ville doit son nom à John Miller Burns, qui y implanta une scierie dans les années 1860.